# Юрій Ігнатко
Юрій Ігнатко (угор. György Ihnátkó, *14 травня 1840, Михайлівці, Земплін, Австрійська імперія — †14 вересня 1885, Лученець, регіон Банська Бистриця, Австро-Угорщина) — викладач і новинар русинофільського і москвофільського спрямувань, мово- та літературознавець.

## Життєпис
Вищу освіту отримав на філософському факультеті у Будапешті, по закінченню якого працював як гімназійний професор там же у столиці, викладаючи латинську, грецьку та російську мови. У 1866–1867 роках професор при гімназії в Ужгороді, в 1867–1868 — знов у Будапешті, в 1868–1876 — у Левочі, в 1876–1885 — у Лученці посмертно.
Підтримував і пропагував погляди панславізму, через це був змушений постійно змінювати місця роботи. Активно виступав у пресі: «Слово» (Львів), «Вѣстникъ для русиновъ Австрійской державы» (Відень), «Pesťbudinské vedomosti» (Будапешт). Був членом товариства св. Василя Великого і Матиці словацької, співзасновник літературного тижневика Свѣтъ (1867).

## Наукова праця
Написав статті про слов'янські мови, про польське і російське письменство , що публікував переважно у фаховому часописі «Országos tanáregyleti közlöny» (1867–1868, 1874–1875). Статті з літератури також публікував у будапештських часописах «Fővárosi Lapok» (1869) і «Pesti Napló» (1870). Писав про вплив хрестових походів на культурний розвиток Європи, про взаємозв'язки індоєвропейських мов. 1875 року опублікував праці грецької поезії, а 1877-го — першу в Угорщині граматику циганської мови «Cigány nyelvtan».